# Torymus fagopirum
Torymus fagopirum är en stekelart som först beskrevs av Léon Abel Provancher 1881.  Torymus fagopirum ingår i släktet Torymus och familjen gallglanssteklar. Inga underarter finns listade i Catalogue of Life.